# Talung
Talung je štít v závěru ledovce Yalung ve východním Nepálu, při pohledu z ledovce vpravo od Kančendžengy. Je vysoký 7348 m, tyčí se nad ledovcem Yalung. Jeho sousedy jsou směrem na jih Kabru, na severovýchod Kangčendženga.

## Výstupy
První výstup vykonali v roce 1964 Němci. V roce 1991 Slovinci (Marko Prezelj) a v rámci česko-slovenské expedice v roce 2002 vystoupil západní stěnou Petr Kolouch. Od roku 2002 se datují neúspěšné pokusy o severní pilíř. Roku 2013 vystoupili novou cestou stěnou vlevo od pilíře Marek Holeček a Zdeněk Hrubý (ten pak jen o několik měsíců později tragicky zahynul v Karákóramu). Za tento prvovýstup byl Holeček jako první český horolezec nominován na prestižní cenu Piolet d'Or.